# Sécurité Civile
De Sécurité Civile betreft de Franse burgerbescherming.
De oudste organisatie binnen de Sécurité Civile is de Union Nationale de Protection Civile.
Een belangrijk instrument dat de Sécurité Civile ter beschikking staat, zijn de Avions de la Sécurité Civile (ASC), de sectie vliegtuigen, en de Hélicoptères de la Sécurité Civile (HSC), de sectie helikopters. De hoofdtaak van de ASC is het bestrijden van bosbranden.